# Pieter Huyssens

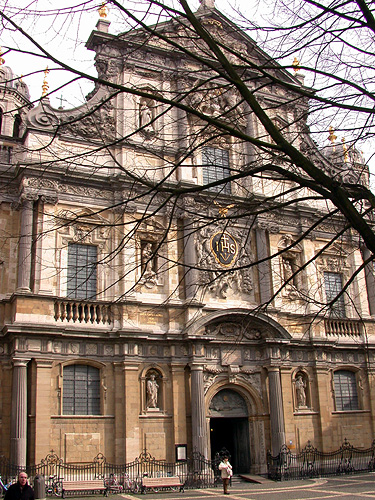
Voorgevel Sint-Carolus Borromeuskerk te Antwerpen

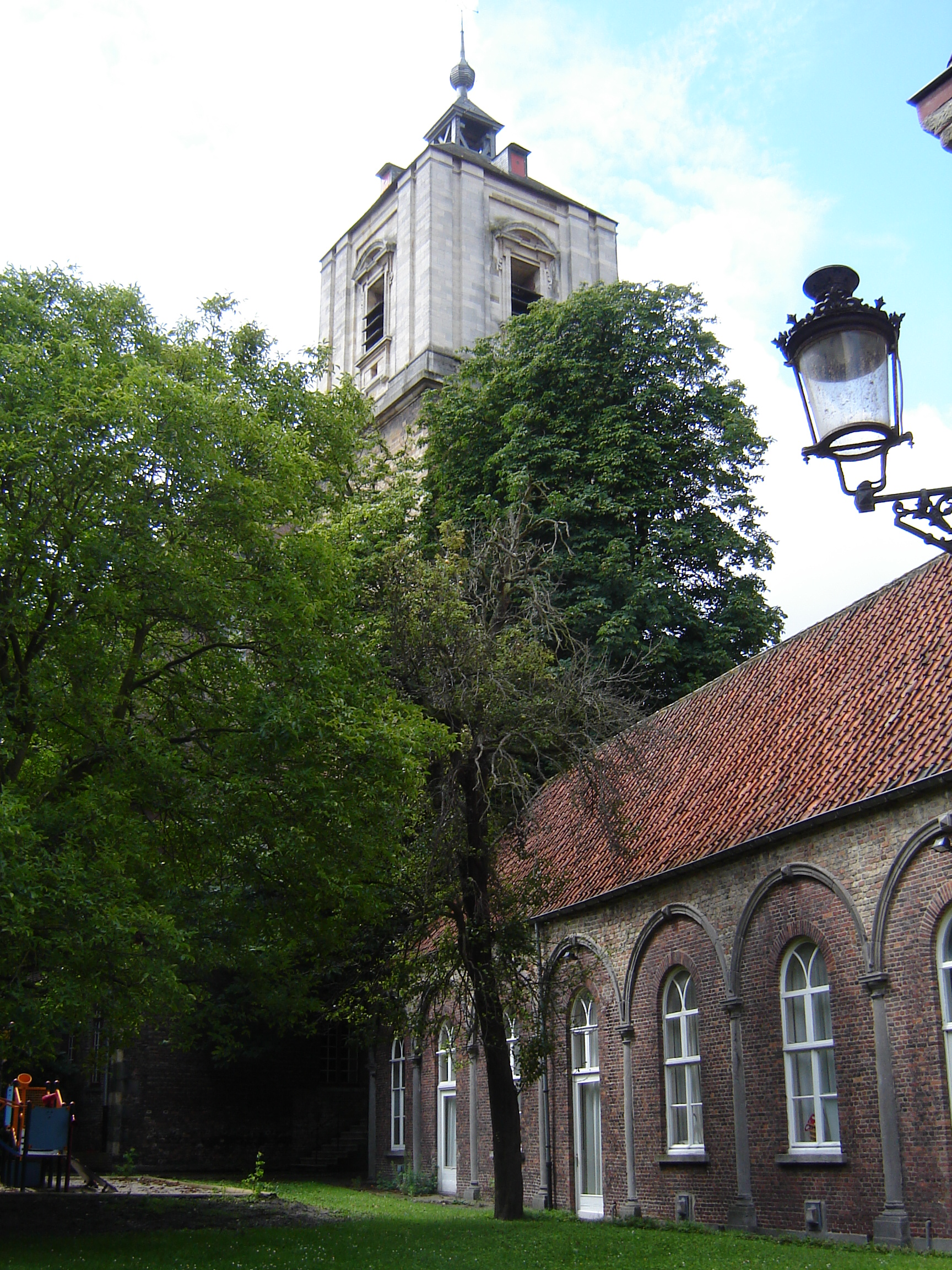
Sint-Walburgakerk in Brugge

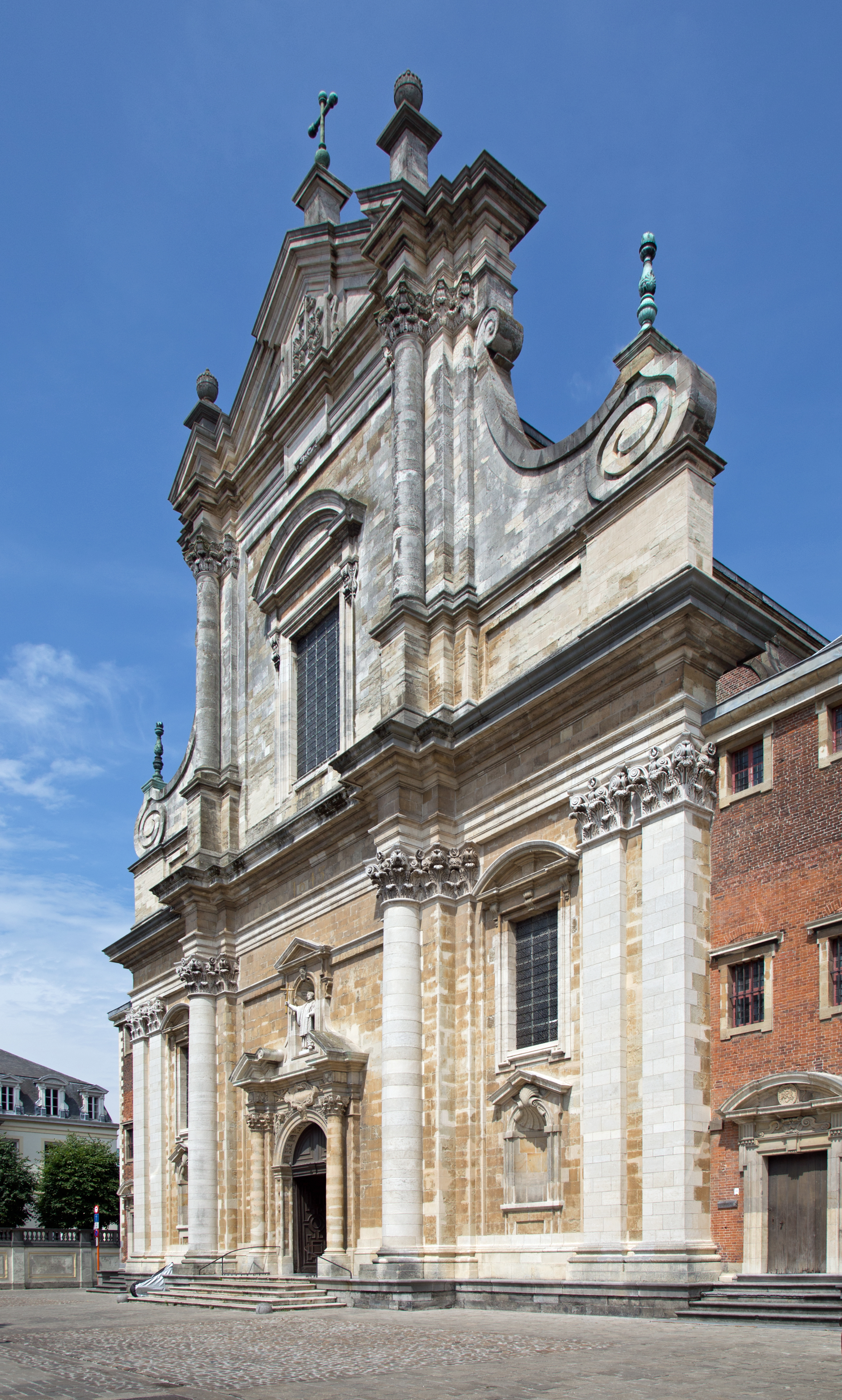
Voorgevel Sint-Walburgakerk in Brugge

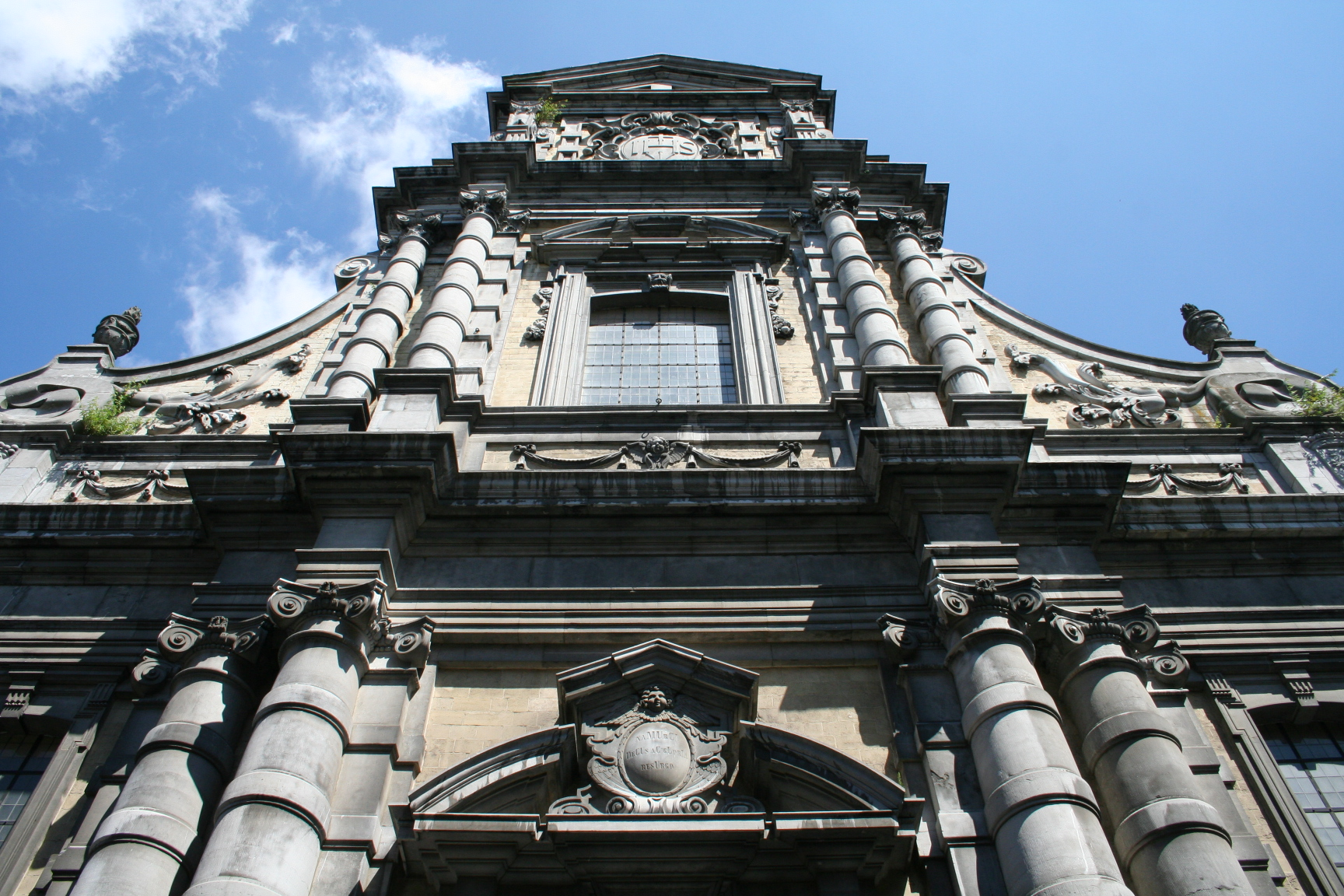
Kerk van St-Loup (Jezuïetenkerk) in Namen

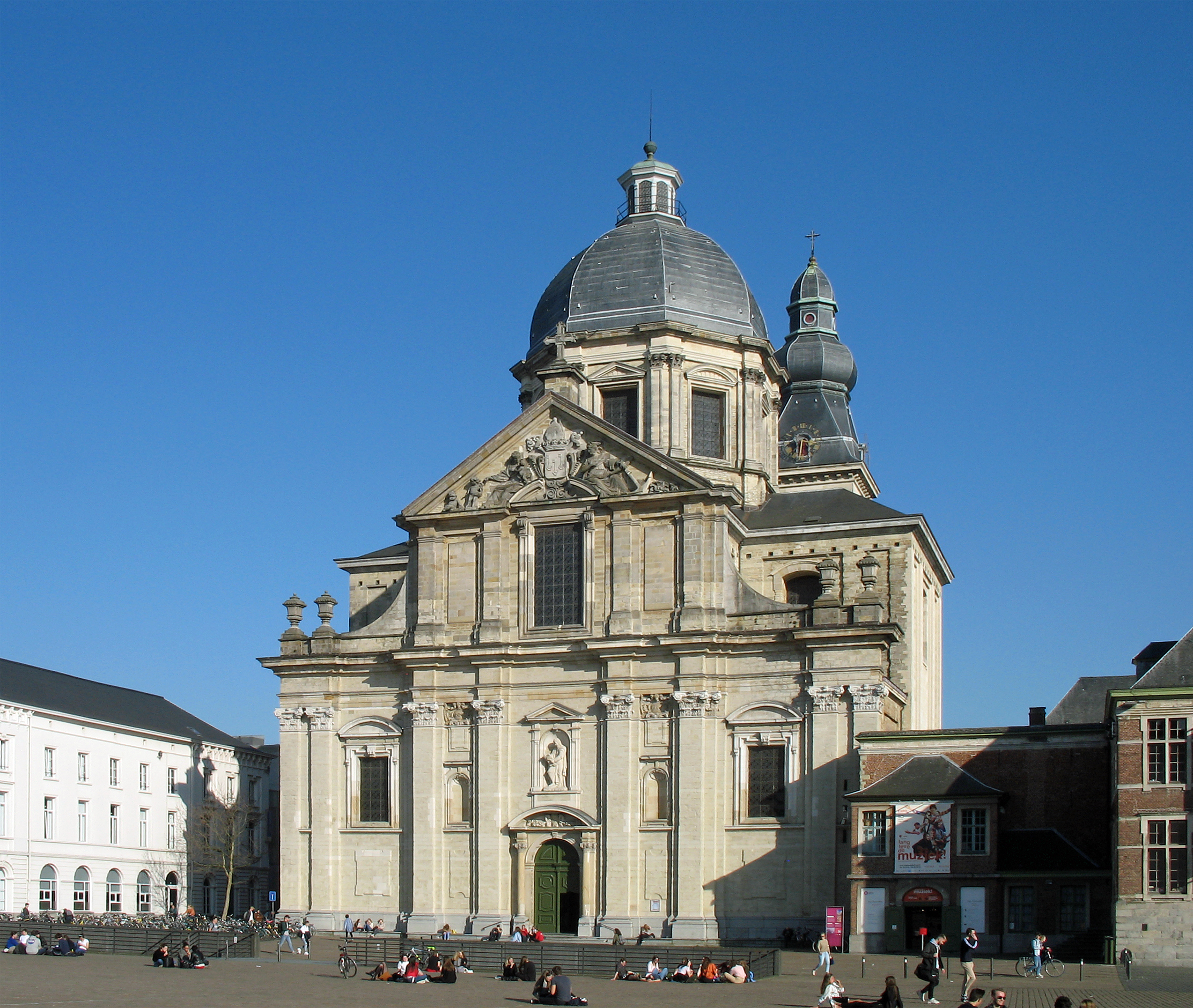
Onze-Lieve-Vrouw-Sint-Pieterskerk in Gent

Pieter Huyssens (Brugge, 1577 - aldaar, 6 juni 1637) was een Vlaams jezuïet en architect in de 16de en de 17de eeuw. Hij heeft voornamelijk kerkelijke opdrachten gerealiseerd. Hij wordt ook wel Peter Huyssens of Peter Huijssens genoemd.

## Biografie
Pieter Huyssens werd geboren in 1577 te Brugge. Hij was de zoon van Jacob en Cathelijne Boudens. Zijn vader en grootvader waren beiden meester-metselaar. Het was waarschijnlijk onder hun invloed dat Pieter Huyssens voor een beroep in de wereld van de bouw koos. Hij combineerde dit leven als architect met het kloosterleven.
In 1596 ging hij naar het jezuïetennoviciaat van Doornik en in 1598 trad hij als broeder in in het jezuïetenklooster in Maastricht. De priesterwijding zou Huyssens echter nooit ontvangen. Daarin vormde hij geen uitzondering; in de 17de eeuw waren er heel wat geestelijken die hun roeping met een wereldlijke functie combineerden. Het feit dat hij in een betalingsdocument betreffende de bouw van hun abdijkerk door de Gentse benedictijnen als ingenieur werd betiteld, toont aan dat zijn kennis van architectuur werd erkend. Hij was een van de bouwmeesters in de Zuidelijke Nederlanden die de liturgische en godsdienstige behoeften van die tijd wisten te vertalen voor de relatief nieuwe barokarchitectuur, waarmee hij tevens voldeed hij aan de doelstellingen van de jezuïeten en de eisen van de Contrareformatie.
Huyssens bouwde zijn eerste jezuïetenkerk in 1606 in zijn toenmalige woonplaats Maastricht, een gebouw dat nog relatief eenvoudig was en nog niet alle kenmerken van de rijpe barok had. Het gebouw bestaat nog, maar is al aan het eind van de 18de eeuw verbouwd tot theater (Bonbonnière). Verbouwingen in de 19de en 20ste eeuw hebben de kerk vrijwel onherkenbaar verminkt.
In 1615 startte de bouw van de Jezuïetenkerk in Antwerpen. Men heeft aan deze kerk gewerkt tot in 1621. De kerk was gewijd aan de heilige Sint-Ignatius en is vandaag bekend als de Sint-Carolus Borromeuskerk. Tijdens de bouw startte Pieter Huyssens nog twee projecten: de jezuïetenkerken in Namen en in Brugge.
In 1626 ondernam hij een reis naar Italië. Dit gebeurde onder de hoede van infante Isabella, als voorbereiding op de bouw van haar paleiskapel in Brussel. Hij had immers marmer nodig uit Italië. Deze reis heeft een grote invloed gehad op zijn werk.
De bouw van de kerk van Sint-Pieters op de Blandijnberg in Gent startte in 1629. Dit bouwwerk toont duidelijk de inspiratie die hij heeft opgedaan tijdens zijn verblijf in Italië.
Pieter Huyssens overleed in 1637 te Brugge na een langdurige en pijnlijke ziekte.

## Verband met de architectuurtheorie
Pieter Huyssens kan vooral in verband gebracht worden met de architectuurtheorie door zijn aandeel in de kerkbouw van de contrareformatie. Dit was een herstelbeweging binnen de Rooms-Katholieke Kerk als reactie op de reformatie in de 16de eeuw. Het was een periode waarin de Rooms-Katholieke Kerk probeerde om het volk weer aan zich te binden met de pracht en praal van de barok — waabij de jezuïetenorde een leidende rol speelde. De contrareformatie duurde tot in de 18de eeuw.
In de eerste jezuïetenkerken werd de toren opzij van het koor geplaatst. Deze kerken waren gotisch. Wenzel Cobergher voerde een grote verandering door in het grondplan van de kerken. Hij zette de toren achter het koor in het verlengde van de kerk. Cobergher paste dit voor het eerst toe in de Karmelietessenkerk te Brussel die in 1785 afgebroken is. Er zijn twee hypotheses ter verklaring van de verplaatsing van de toren van de gevel naar het koor. Enerzijds was er door de intrede van de barokke gevels weinig plaats voor een toren aan deze zijde. Anderzijds had de toren een belangrijke praktische rol in de organisatie van het koor. De toren kreeg een belangrijke symbolische functie: de plaats van het sacrament wordt benadrukt in het stadsbeeld. Deze symbolische reden past perfect in de ideeën van de contrareformatie, waarbij men opperde voor één grote ruimte waar alle aandacht naar het hoofdaltaar wordt gericht.
In de latere jezuïetenkerken heeft men zich sterk gebaseerd op de plannen van Cobergher voor de Karmelietessenkerk. Pieter Huyssens voerde de wijziging van Cobergher voor het eerst uit in de Sint-Carolus Borromeuskerk te Antwerpen. Sommigen menen dat dit toeval is. Er was immers geen plaats voor een toren naast het koor, omdat men anders een bestaand huis had moeten afbreken; dus plaatste hij een toren in het verlengde van de kerk. Toeval of niet, in de jaren die volgden werden er verschillende jezuïetenkerken volgens dit plan gebouwd. Pieter Huyssens paste dit systeem toe in Brugge, Namen en Gent. Willem Cornély (1587-1660) bouwde in navolging van Huyssens dergelijke kerken, bijvoorbeeld in Duinkerken en Ieper.

## Zijn oeuvre
Het oeuvre van Pieter Huyssens beperkt zich hoofdzakelijk tot architectuur en meubilair met een kerkelijke functie. Er werd tot nu toe geen enkel niet-kerkelijk gebouw aan hem toegeschreven, tenzij het bisschoppelijk seminarie in Gent en de collegegebouwen in Kortrijk tot de niet-kerkelijke bouwkunst zouden worden gerekend. Dat zijn opdrachten uitsluitend in kerkelijke kringen te zoeken zijn, is hoofdzakelijk het gevolg van het feit dat zijn eigen jezuïetenorde hem verschillende nieuwe kerken voor hun groeiende gemeenschap liet bouwen. Een bewijs van zijn kunnen volgt uit het gegeven dat hij de opdracht van een concurrerende kloostergemeenschap kreeg om een nieuwe abdijkerk te ontwerpen op het Gentse Sint-Pietersplein.
Zijn werken kunnen stilistisch in twee perioden worden verdeeld: de werken vóór en na zijn Italiëreis. Zijn eerste werken sluiten duidelijk aan bij de Vlaamse traditie van de barok en kunnen als Rubensiaans worden omschreven. Rubens en Huyssens hebben elkaar zeker ontmoet in het kader van de bouw van de Antwerpse Sint-Carolus Borromeuskerk.
Meestal verkoos hij, zoals de meeste Vlaamse architecten, de typische basilicale langsbouw. Ook paste hij geregeld het middeleeuwse overwelvingssysteem bestaande uit spitsbogige of rondbogige kruisribgewelven toe. Zijn voorkeur ging eerder uit naar het barokke tonggewelf, maar vaak, om technische redenen of gedwongen door zijn opdrachtgevers, gebruikte hij het middeleeuwse overwelvingssysteem. Huyssens maakte ook veel gebruik van licht- en schaduweffecten.
Dit gegeven bleef na zijn Italiëreis essentieel. Het afwisselende kerkinterieur kwam niet tot stand door artificiële hulpmiddelen, maar door zuiver bouwkundige uitdrukkingsvormen. Waar Huyssens’ eerste façades eerder een verticale opwaartse beweging maken en als driedelig kunnen worden beschouwd, worden ze na zijn Romereis meer horizontaal en tweeledig. Vernieuwend is eveneens de eenvoudige bouwkundige expressie, zonder een al te overdreven gebruik van beelden en ornamenten en de mengeling van een basiliekstructuur en centraalbouw in het grondplan.
Huyssens slaagde er ook telkens in om gebruik te maken van een modulair systeem. Aan de hand van een bepaalde maateenheid en op basis van meetkundige figuren weet hij een eenheid te scheppen. Dit helpt mee een ruimtelijke sfeer te creëren.

### Bouwwerken voor zijn reis naar Italië
- 1606 - 1614, Jezuïetenkerk in Maastricht - Deze kerk heeft sinds eind 18de eeuw diverse transformaties ondergaan en is thans in gebruik als theater- en feestzaal.
- 1615 – 1621, Kerk van Sint-Ignatius in Antwerpen - Beter bekend als de Sint-Carolus Borromeuskerk. Het barokke plan van de driebeukige, basilicale kerk kwam tot stand in samenwerking met de andere jezuïetenarchitect François d'Aguilon. Ook Rubens heeft meegewerkt aan deze kerk. Hij maakte onder andere plafondschilderingen en decoraties voor de gevel en ontwierp een hoogaltaar. De kerk werd echter getroffen door een blikseminslag in 1718.
- 1619 - 1643,Sint-Walburgakerk Brugge - grondplan lijkt op grondplan van Brusselse jezuïetenkerk van Cobergher. Wegens geldgebrek is de toren nooit uitgevoerd.
- 1621 - 1645, Jezuïetenkerk Saint-Loup in Namen - Grondplan eveneens gebaseerd op grondplan van Cobergher.
- 1623 - Bisschoppelijk Seminarie Gent

### Bouwwerk na zijn reis naar Italië
- 1629 – 1651, Kerk bij de Sint-Pietersabdij Gent - De met pilaren geritmeerde gevel toont duidelijk de invloed van zijn Italiëreis. Basilicaal koor van vier traveeën, met halfronde apsis is gebaseerd op Romeinse voorbeelden. Centrale aanleg in de vorm van Grieks kruis met centrale koepel is duidelijk geïnspireerd op de Il Gesù en de Sint-Pietersbasiliek te Rome.

## Galerij

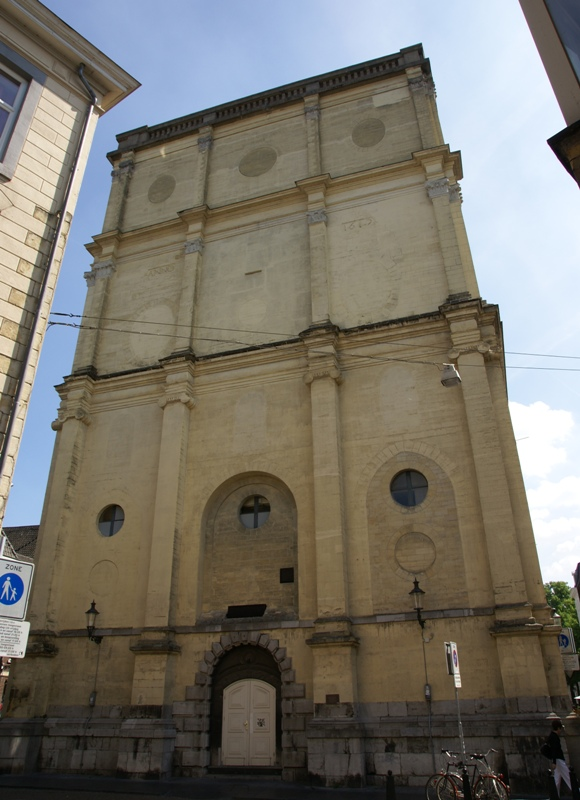
Verbouwde voorgevel Jezuïetenkerk, Maastricht
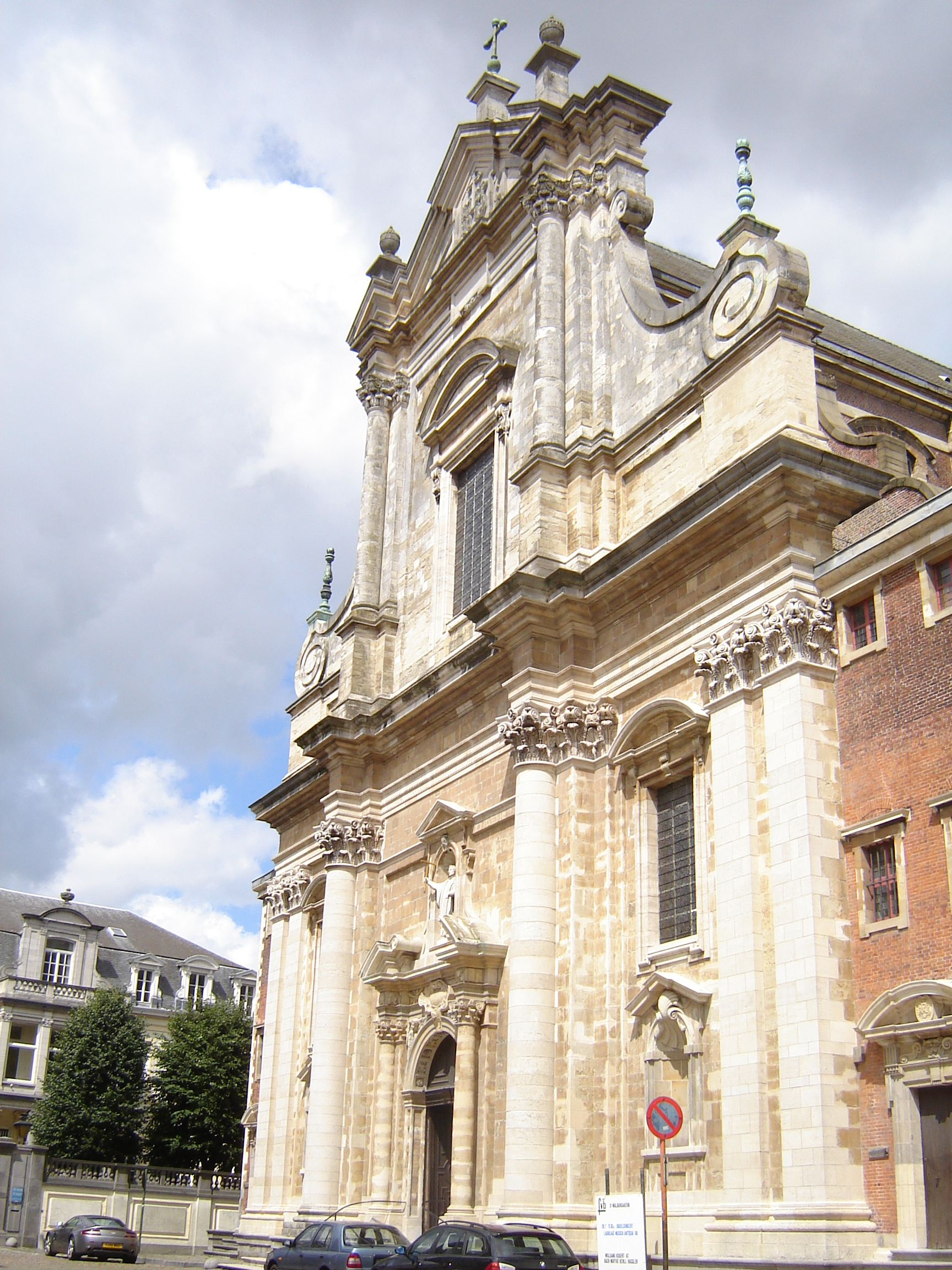
St-Walburgakerk, Brugge
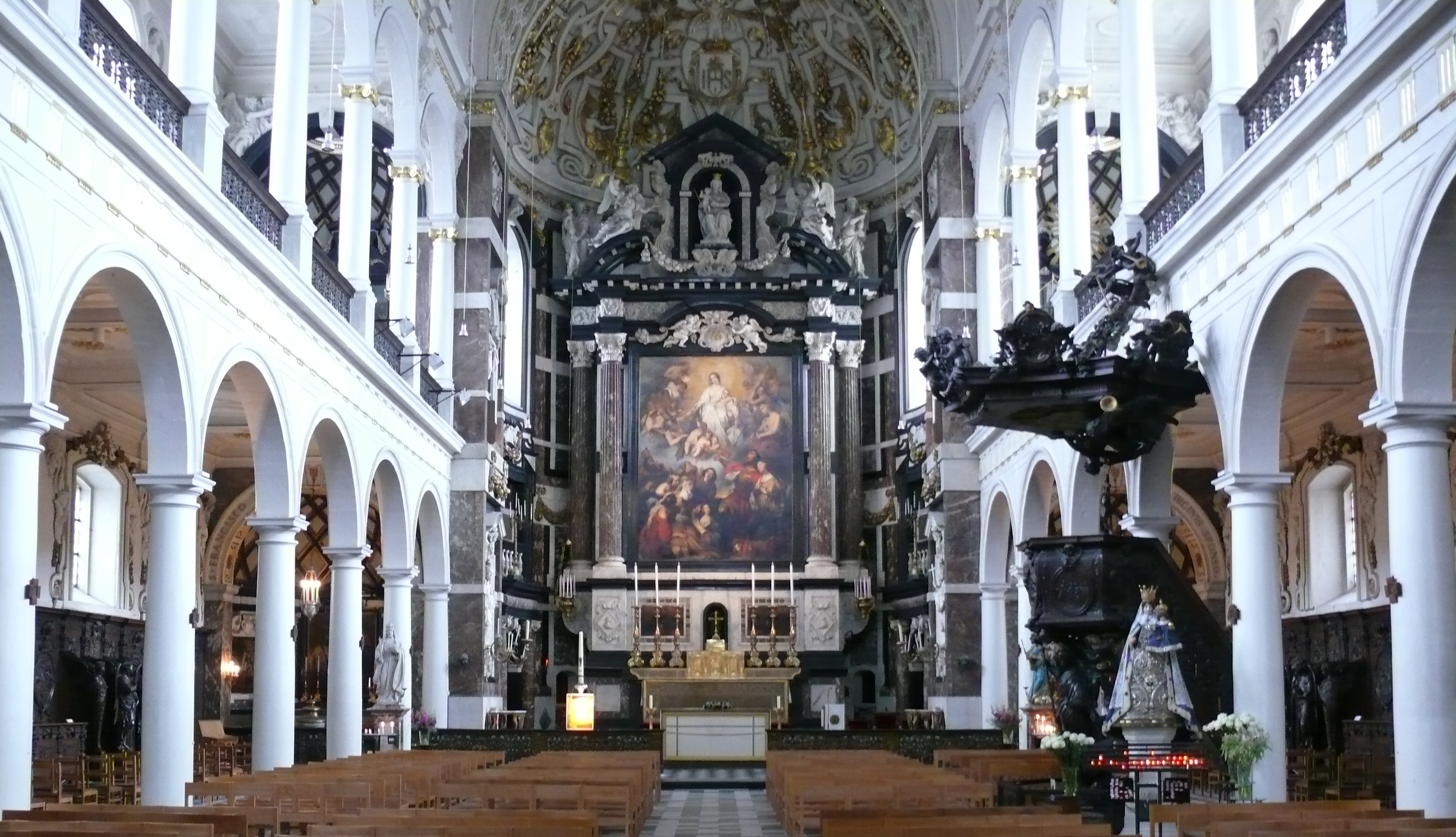
Interieur Sint-Carolus Borromeuskerk, Antwerpen
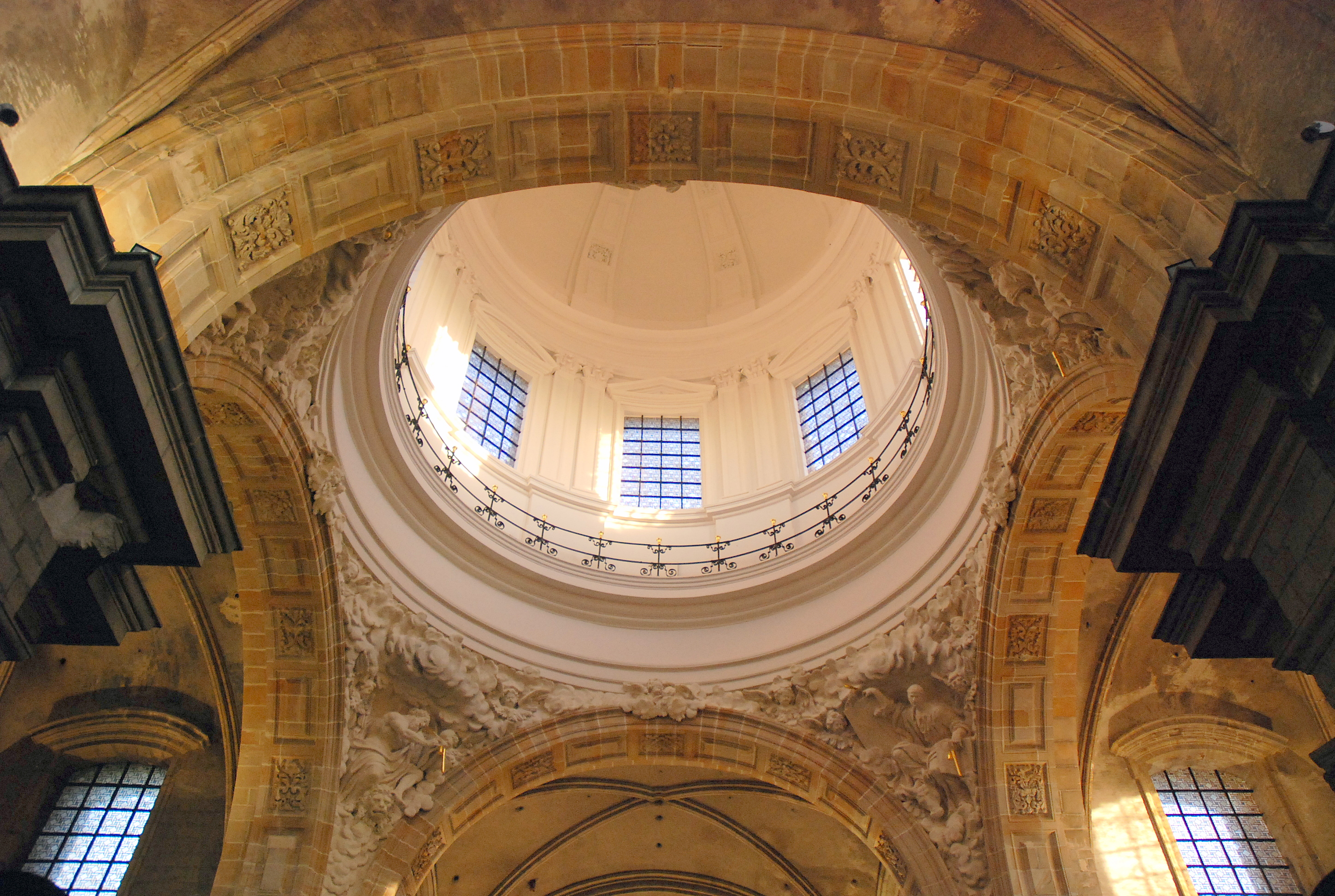
Koepel St-Pietersabdijkerk, Gent

## Voetnota
1. ↑  Biografische gegevens bij het RKD-Nederlands Instituut voor Kunstgeschiedenis
2. ↑  Zie: K. De Jonge, A. de Vos & J. Snaet (red.), Bellissimi Ingegni Grandissimo Splendore. Studies over de religieuze architectuur in de Zuidelijke Nederlanden tijdens de 17de eeuw, Leuven: Universitaire Pers Leuven 2000, p. 78.

- Biografisch Portaal: 47502240
- Digitale Bibliotheek voor de Nederlandse Letteren: huys045
- Gemeinsame Normdatei: 129348503
- International Standard Name Identifier: 0000 0000 6680 925X
- Library of Congress Control Number: no2024027055
- RKD-Nederlands Instituut voor Kunstgeschiedenis: 40845
- Union List of Artist Names: 500060427
- Virtual International Authority File: 20759740
- WorldCat: E39PBJm9dq9WRVDpqwBqHPTyh3